# Jean Guerrin
Pour les articles homonymes, voir Guerrin.
Scènes principales
Théâtre-école de Montreuil, Théâtre Berthelot
Jean Guerrin est un comédien, metteur en scène, directeur de théâtre, formateur et écrivain français né le 9 décembre 1934 au Raincy et mort le 11 avril 2012 à Bondy, fondateur en 1964 du théâtre-école de Montreuil (TEM) qu'il dirige jusqu'en 1999.

## Biographie
Fils du journaliste et résistant Aymé Guerrin, Jean Guerrin se forme à l'école de Charles Dullin puis au théâtre national populaire de Jean Vilar et débute au théâtre Gérard-Philipe (Saint-Denis) de Bernard Sobel avant de fonder avec Jean-Marie Binoche, le théâtre-école de Montreuil et le théâtre Berthelot. Il met en œuvre sa conception du théâtre pour tous : « conserver un lien entre le théâtre et la vie des gens de la cité » en adaptant pour la scène, avec la participation d'auteurs comme Georges Perec, des œuvres littéraires qu'il fait jouer par les apprentis comédiens et les habitants de Montreuil. Il « fait descendre le roman de son étagère », ainsi que le présente Daniel Pennac à l'occasion de l'adaptation théâtrale de Monsieur Malaussène. Il est l'auteur d'un roman, Rendez-vous au prochain Iceberg et a participé à la rédaction d'un ouvrage collectif consacré à Thomas Bernhard.
En septembre 2019, le Théâtre municipal Berthelot de Montreuil est rebaptisé Théâtre Municipal Berthelot - Jean Guerrin.

## Carrière

### Comédien
- 1983 : Lysistrata, Aristophane, mise en scène collective, théâtre-école de Montreuil, usine EIMCO (Montreuil),
- 1993 : Chair Amour, Victor Haïm, Théâtre Essaïon (Paris)[2],
- 1995 : Le Faiseur de théâtre, Thomas Bernhard, mise en scène de Jean Guerrin, Théâtre Berthelot (Montreuil)[3] ; festival d'Avignon (Casa d'España)[4],
- 1996 : Monsieur Malaussène au théâtre, adaptation théâtrale du roman, en collaboration avec Daniel Pennac, Théâtre de l'Est parisien puis festival d'Avignon (1997) et tournée[5],
- 2002 : Le Procès du général Aussaresses, José Valverde, mise en scène de l'auteur, Théâtre Essaïon (Paris)[6],
- 2003 : La Sardine, la Princesse et l'Âne, José Valverde, mise en scène de l'auteur, Théâtre Essaïon (Paris)[7],
- 2011 : Dialogue aux enfers entre Machiavel et Montesquieu, Maurice Joly, avec Robert Marcy, théâtre Berthelot (Montreuil)
- 2011 : À torts et à raisons, Ronald Harwood, théâtre Berthelot (Montreuil)

### Metteur en scène
- 1966 : Mille millions de sauvages, spectacle collectif sur la banalisation du racisme, avec la participation des habitants de la cité, théâtre-école de Montreuil[8],
- 1972 : Ah ! Ah ! Ah ! ou Comment guérir de la morosité ou Souriez ! Nous ferons le reste, théâtre-école de Montreuil, marionnettes Jean Solé et Claude Leboul, Cité internationale universitaire de Paris[9],
- 1982 : La Vie mode d'emploi, adaptation théâtrale du roman de Georges Perec, avec la participation de l'auteur, théâtre-école de Montreuil, spectacle itinérant, les spectateurs circulant de groupe de comédiens en groupe de comédiens dans les pièces d'un immeuble de la place Croix-de-Chavaux destiné à la démolition (Montreuil)[8],
- 1984 : Les voyages drôlatiques de François Rabelais (date à vérifier)
- 1984 : Le Bastringue, Karl Valentin, théâtre-école de Montreuil, Théâtre des Roches (Montreuil)[10],
- 1986 : Toujours quelqu'un sous l'arbre, Guy Foissy, théâtre-école de Montreuil[11]
- 1980 : Henri VI, William Shakespeare, en collaboration avec Christian Schiaretti, théâtre-école de Montreuil, festival d'Avignon (Condition des soies)[12],
- 1980 : La Noce chez les petits bourgeois, Bertolt Brecht, en collaboration avec Christian Schiaretti, théâtre-école de Montreuil, festival d'Avignon (Condition des soies)[13],
- 1994 : La Charge des centaures, Fernando Arrabal, théâtre du Lucernaire (Paris)[14],
- 1995 : Le Faiseur de théâtre, Thomas Bernhard, Théâtre Berthelot, Montreuil ; festival d'Avignon (Casa d'España),
- 1996 : Monsieur Malaussène au théâtre, adaptation théâtrale du roman, en collaboration avec Daniel Pennac, Théâtre de l'Est parisien puis festival d'Avignon (1997) et tournée

## Publications
- Rendez-vous au prochain iceberg, roman, Paris, Eden, collection Folies d'encre, 2002, 504 p.   (ISBN 2-913-24556-0)
- Thomas Bernhard, ouvrage collectif, dir. Pierre Chabert et Barbara Hutt, Minerve, 2002, 477 p.  (ISBN 2-869-31096-X)

## Entretien
- « Les marchands du temple », Les Trois Coups, 2006[15]